# الواقف
ال-واقف یک منطقهٔ مسکونی در یمن است که در استان صنعا واقع شده‌است.